# Bautzen

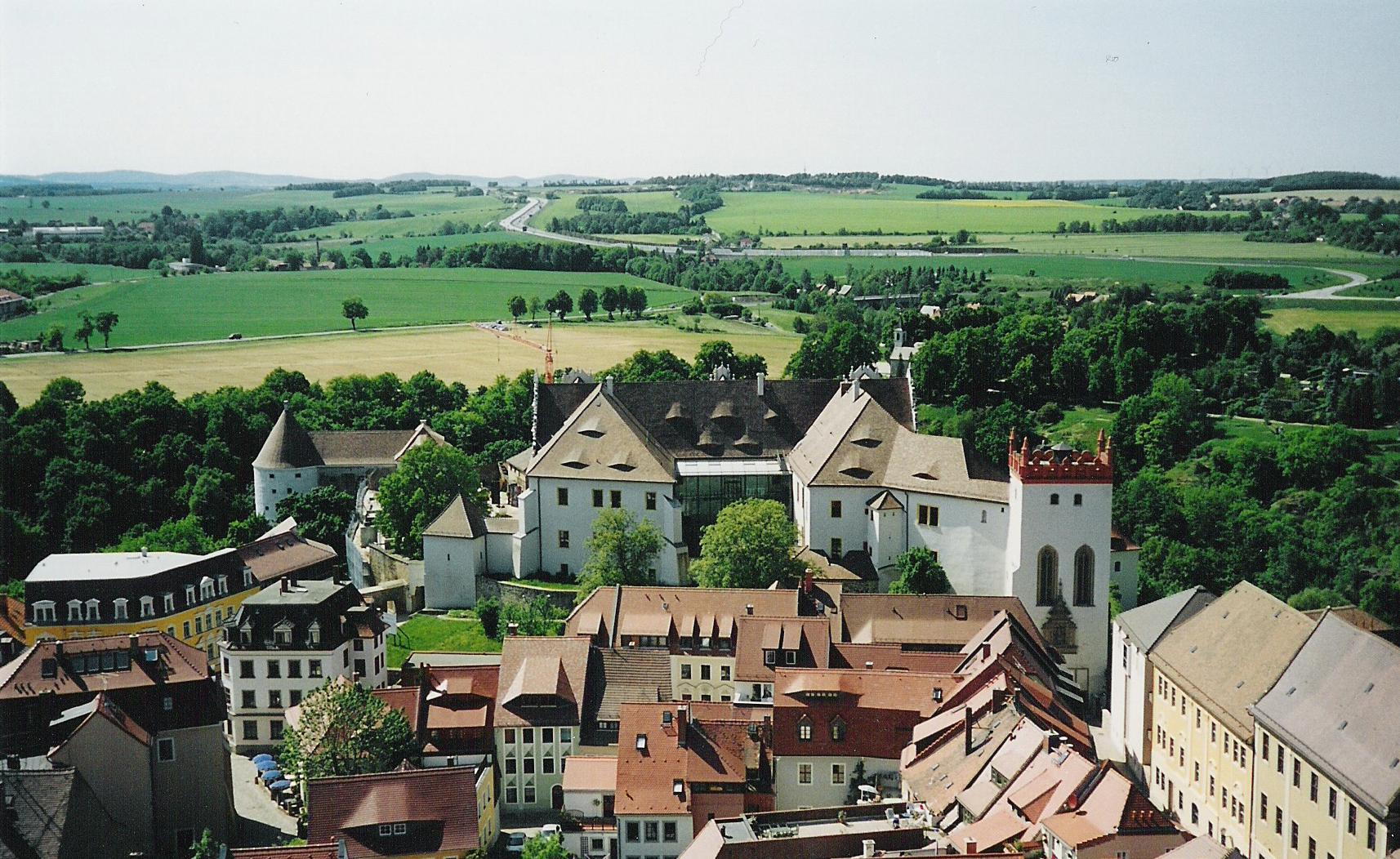
Ortenburg, Bautzen

Bautzen, även känt som Budyšin (sorbiska), till 3 juni 1868 officiellt Budissin, är en stad (große Kreisstadt) och huvudort i Landkreis Bautzen (Oberlausitz) i den tyska delstaten Sachsen vid motorväg A4 cirka 60 kilometer öster om Dresden. Staden har en yta av 66,63 kvadratkilometer och en befolkning på cirka 38 000 invånare. Staden ligger vid floden Spree omkring 40 kilometer väster om gränsen till Polen och omkring 20 kilometer norr om gränsen till Tjeckien. Bautzen ligger vid den medeltida handelsvägen Via Regia, sedan 2005 en europeisk kulturväg.
Även om den sorbiska minoriteten som bor i staden endast uppgår till 5 till 10 % av den totala befolkningen, spelar staden en såväl politisk som kulturell central roll för sorberna. Fram till den 3 juni 1868 var stadens officiella namn Budissin.

## Historia
Redan under stenåldern har området varit bebott. Så tidigt som 1002 benämndes staden civitas Budusin, i vilken borgen Ortenburg blev betraktad som centralort för området Lausitz. Det finns flera olika tolkningar av detta namn. En del forskare utgår från beteckningen "Bud", “Bod“ eller "Budetzsch“ för "gränsort". En annan välkänd variant hävdar att bosättningen benämndes efter den slaviske fursten Budissentius (resp. Budestaus) som lär ha lagt grundstenen till orten under 800-talet. En lokal legend i Bautzen baserar sig däremot på att en gravid hertiginna som var på resa stannade till vid platsen där Bautzen idag ligger, och där födde sitt barn. Hennes make lär då ha frågat: "Bude syn?“ ("Är det en son?").
Staden erhöll 1213 stadsrättigheter vilka troligen var dess första.
Under trettioåriga kriget belägrades Bautzen av svenska trupper 1634 och brändes till större delen ner. I slaget vid Bautzen besegrade Napoleon de förenade ryska och preussiska arméerna.
År 1868 bytte staden namn från Budissin till Bautzen.
I början av 1900-talet var Bautzen känt för maskin-, textil- och cigarrfabriker.
1904 uppfördes en fånganstalt som i folkmun kallas det ”gula eländet” (Gelbes Elend) på grund av färgen på byggnadsmaterialet. 1945 övertogs ”gula eländet” av den sovjetiska hemliga polisen NKVD som interneringsläger för obekväma. Mer än 2800 personer förlorade sina liv där fram till 1950. Fängelset som ligger i utkanten av staden är fortfarande i bruk och dess markanta tegelbyggnad syns tydligt från motorvägen. Under DDR-tiden utvecklades staden till en vetenskaps- och industristad men även till en förvaringsort för regimkritiker. Ökänt är stadens andra fängelse, Stasi-Knast (ungefär Stasi-stillot), i stadens centrum. Hit skickades regimkritiker från hela DDR. Fängelset stängdes 1992 och är idag ett minnesmärke.

## Bautzens stadsdelar
tyska; sorbiska
- Bautzen; Budyšin
  - Innenstadt; Nutřkowne město
    - Altstadt; Stare město

  - Südvorstadt; Južne Předměsto
  - Westvorstadt; Zapadne Předměsto
  - Seidau; Židow
  - Gesundbrunnen; Strowotna Studnja
  - Nordostring; Sewjerowuchodny Wobkruh
  - Ostvorstadt; Wuchodne Předměsto
  - Teichnitz; Ćichońca
  - Neuteichnitz; Nowa Ćichońca
  - Neumalsitz; Nowe Małsecy
  - Oehna; Wownjow
  - Nadelwitz; Nadźankecy
  - Burk; Bórk
    - Talsperre Bautzen; rěčna zawěra Budyšin

  - Oberkaina; Hornja Kina
  - Boblitz; Bobolcy
  - Niederkaina; Delnja Kina
  - Basankwitz; Bozankecy
  - Stiebitz; Sćijecy
  - Rattwitz; Ratarjecy
  - Kleinwelka; Mały Wjelkow
  - Großwelka; Wulki Wjelkow
  - Lubachau; Lubachow
  - Kleinseidau; Zajdowk
  - Salzenforst; Słona Boršć
  - Bolbritz; Bolborcy
  - Bloaschütz; Błohašecy
  - Döberkitz; Debrikecy
  - Löschau; Lešawa
  - Niederuhna; Delni Wunjow
  - Oberuhna; Horni Wunjow
  - Schmochtitz; Smochćicy
  - Temritz; Ćemjercy
  - Auritz; Wuricy
  - Jenkwitz; Jenkecy

## Damm
Strax norr om staden är Spree uppdämd av en damm, som var färdigställd 1974. Dammens uppgift är att förse värmekraftverket i Boxberg/O.L. (Hamor) cirka 20 kilometer norrut med jämn tillförsel av vatten, att förse orterna i närheten med dricksvatten, att fungera som skydd vid högvatten i floden, att höja grundvattennivån och att underlätta fritidsverksamhet och fiske.